# Foma
FOMA (pełna nazwa: FOMA BOHEMIA spol. s r.o.) – czeskie przedsiębiorstwo z siedzibą w Hradcu Králové, producent filmów czarno-białych, klisz do aparatów rentgenowskich, papieru oraz chemii do obróbki materiałów czarno-białych.
Historia przedsiębiorstwa sięga 1921 roku. Wówczas firma nosiła nazwę FOTOCHEMA, a jej formą prawną była, jak obecnie, spółka z ograniczoną odpowiedzialnością. W 1949 zakłady znacjonalizowano. W obecnej formie prawnej, po prywatyzacji, spółka istnieje od marca 1995. Obecnie zatrudnia 400 pracowników.